# گرترود ادرل
گرترود ادرل (به انگلیسی: Gertrude Ederle) (زادهٔ ۲۳ اکتبر ۱۹۰۵ – درگذشتهٔ ۳۰ نوامبر ۲۰۰۳) شناگر اهل ایالات متحده آمریکا بود.
او اولین زن تاریخ بود که موفق شد درسال 1926مسیر ۳۳ کیلومتری کانال مانش که او این مسیر را در 14 ساعت و 34 دقیقه طی کرد که رکورد زمان مردان را نیز شکست. ادرل الهام بخش زنان و مردان زیادی شد تا تسلیم شرایط بغرنج زمان خویش نباشند.

فیلم
فیلم زن جوان و دریا در سال ۲۰۲۴ به کارگردانی یوآخیم رونینگ درباره زندگی گرترود ساخته شد و دیزی ریدلی در نقش گرترود ادرل در این فیلم ایفای نقش کرد.
این فیلم به خوبی روایتگر زندگی گرترود بود و جامعه آن زمان آمریکا و حساسیت هایشان نسبت به موفقیت های ورزشی زنان را به مخاطب انتقال داد
فیلم زن جوان و دریا در کنار نقدهای مثبت توانست جوایزی هم دریافت کند.